# James Carpenter (football américain)
Pour les articles homonymes, voir James Carpenter et Carpenter.
(en) Statistiques sur pro-football-reference
James Carpenter, né le 22 mars 1989 à Augusta dans l'État de Géorgie aux États-Unis, est un sportif professionnel américain de football américain ayant joué au poste d'offensive guard dans la National Football League (NFL) pendant onze saisons (2011-2020).

## Biographie
Après avoir joué pour le Crimson Tide de l'université de l'Alabama, il est sélectionné en 25e choix global lors du premier tour  de la draft 2011 de la NFL par la franchise des Seahawks de Seattle.
Après deux saisons limitées par des blessures, il remporte au terme de la saison 2013 le Super Bowl XLVIII en battant les Broncos de Denver. L'année suivante, il dispute le Super Bowl XLIX qui est perdu contre les Patriots de la Nouvelle-Angleterre.
Le 10 mars 2015, il signe un contrat de 4 ans avec les Jets de New York.
Le 13 mars 2019, il rejoint les Falcons d'Atlanta pour une durée de 4 ans et un montant de 21 millions de dollars.